# بانک مرکزی لسوتو
بانک مرکزی لسوتو (به زبان سسوتو: Banka e Kholo ea Lesotho)، بانک مرکزی کشور لسوتو در آفریقای جنوبی است. مقر این بانک در ماسرو، پایتخت کشور قرار دارد و رئیس کنونی آن دکتر امانوئل لتته است که از ژوئن ۲۰۲۲ این سمت را برعهده دارد. بانک در سال ۱۹۷۸ با نام «مقام پولی لسوتو» (Lesotho Monetary Authority) تأسیس شد.

## فرمانداران بانک مرکزی
کوبلی مولموهی، ۱۹۷۹ تا ۱۹۸۲
اشتفان شونبرگ، نوامبر ۱۹۸۲ تا نوامبر ۱۹۸۵
اریک لنارت کارلسون، نوامبر ۱۹۸۵ تا ژوئن ۱۹۸۸
آنتونی موتائه ماروپینگ، ژوئیه ۱۹۸۸ تا مه ۱۹۹۸
استفن مصطفی سواری، ۱۹۹۸ تا ۲۰۰۱
موتلاتسی ماتکان، ۲۰۰۱ تا ۲۰۰۶
موکیتسی سناوانا، ۲۰۰۷ تا ۲۰۱۱
رتسیلیسیتسوه ماتلانیانه، ژانویه ۲۰۱۲ تا دسامبر ۲۰۲۱
لهلوملا موهاپی (سرپرست)، ژانویه ۲۰۲۲ تا مه ۲۰۲۲
امانوئل لتته، ژوئن ۲۰۲۲ تا کنون